# Шишмарёв, Глеб Семёнович
Глеб Семёнович Шишмарёв (1786—1835) — контр-адмирал, командир гвардейского экипажа, путешественник.
Родился в 1786 году. Происходил из дворян Ржевского уезда, воспитывался в Морском кадетском корпусе, откуда выпущен гардемарином в 1801 году и через три года произведён в мичманы. С 1801 по 1809 годы проходил службу на разных судах в Балтийском море.
В 1809 году, будучи командиром транспорта «Домкрат», вследствие плохой погоды и ошибки в счислении координат потерпел кораблекрушение у острова Биорке в Финском заливе; по суду был оправдан и в следующем году произведён в лейтенанты.
В 1815 году Шишмарёв, в качестве старшего офицера, был назначен в плавание на бриг «Рюрик» под командой лейтенанта О. Е. Коцебу и совершил кругосветное плавание к северо-западным берегам Америки для отыскания прохода через Берингов пролив в Атлантический океан. Совершая кругосветное плавание, принимал участие в геодезических исследованиях Океании.
Новооткрытая бухта на побережье Аляски (Чукотское море) была названа именем Шишмарёва (Shishmaref Inlet). Затем экспедиция вдоль западного побережья Северной Америки прошла до залива Сан-Франциско, достигнув которого и составив его описание, повернула к Гавайским островам и продолжила исследование островов Тихого океана.
По возвращении из плавания в 1819 году Шишмарёв был произведён за отличие в капитан-лейтенанты и в том же году вновь отправился в кругосветное плавание на шлюпе «Благонамеренный» под командой капитан-лейтенанта Михаила Васильева. Цель этого плавания была та же, что и брига «Рюрик». Дойдя до мыса Сердце Камень, шлюп вернулся на Камчатку. При этом Шишмарёв дважды проходил через Берингов пролив в Чукотское море, достиг 70° 13' северной широты, а Васильев на шлюпе «Открытие» — 71° 06'. Во время северного плавания произведена была опись острова св. Лаврентия. Вернувшись в Кронштадт через Гавайские острова и обогнув мыс Горн, в начале августа 1822 году Шишмарёв был произведён в капитаны 2-го ранга и награждён двойным окладом жалования, причем кампанию эту было приказано считать вдвое.
13 февраля 1823 года Шишмарёв за беспорочную выслугу и проведение 18 морских кампаний был награждён орденом св. Георгия 4-й степени (№ 3688 по кавалерскому списку Григоровича — Степанова).
С 1824 по 1827 годы Шишмарёв командовал в Санкт-Петербурге сперва 27-м, а затем 11-м флотским экипажами, затем, произведённый в 1827 году в капитаны 1-го ранга, в течение двух лет командовал кораблём «Императрица Александра». 7 августа 1829 года произведен в чин контр-адмирала. В следующем году Шишмарёв командовал отрядом судов в Финском заливе и назначен был командиром Гвардейского флотского экипажа. Последние морские компании совершил в 1832 и 1833 годах, командуя отрядом в Финском заливе. 29 октября 1831 года награжден орденом Св. Станислава I степени. 6 декабря 1834 года награжден орденом Св. Анны I степени. 
Умер 22 октября 1835 года в Санкт-Петербурге, похоронен на Смоленском православном кладбище.
Имя Г. С. Шишмарёва, кроме бухты на Чукотке, носит город на Аляске.
Главный капитан порта Або генерал-майор флота Дмитрий Семёнович Шишмарёв приходился Глебу Семёновичу дядей.